# 阿姆拉特时期
阿姆拉特文化是史前埃及上埃及地区的文化。它大約從公元前4000年持續到前3500年左右。

## 概述
- 阿姆拉特時期的命名來自當地考古發現的阿姆拉遺址，約坐落在上埃及拜達里文化以南約120公里。 el-Amra 遺址是在當地首個未發現有與當地的格爾津文化混合的遺址。

其又因地名之故，稱作「奈加代 I」。 他們不斷地製作黑陶, 但他們同時也製作一種陶器，上面有著兩條相互交叉的白線。阿姆拉特文化被弗林德斯·皮特里發現
- 阿姆拉特文化中貿易十分發達，在出土的文物中，發現到了下埃及的石頭器皿(可能是花瓶)，與不來自埃及的銅(可能是從西奈半島或努比亞進口)。同時亦發現來自努比亞的黑曜石[2]與極少量的金 [3] 。綠洲貿易亦很常見。[2]

- 一些創新式的東西，像格爾津文化中常出現的土坯式的建築亦在阿姆拉特時期開始出現。然而這樣的技術並沒有廣泛在此遺址中出現。[5]
- 在这个时期里，遠古埃及出现了私有制和阶層关系的萌芽，陶器上出现了一些符号，王权也已出现萌芽，此时期比中国的夏朝早了1500年至2000年左右。

### 早期的化妝品調色板

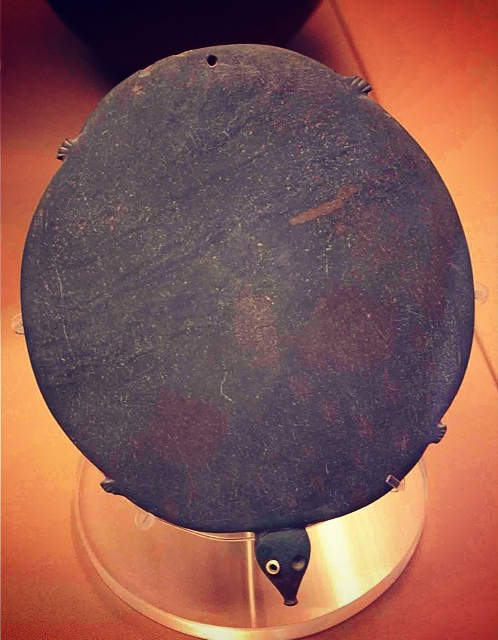
烏龜形狀的泥石化妝品調色板，鑲嵌著骨眼（缺少一個）。 前王朝時期，奈加代一期文化。西元前4000-3600 年。 EA 37913（大英博物館）
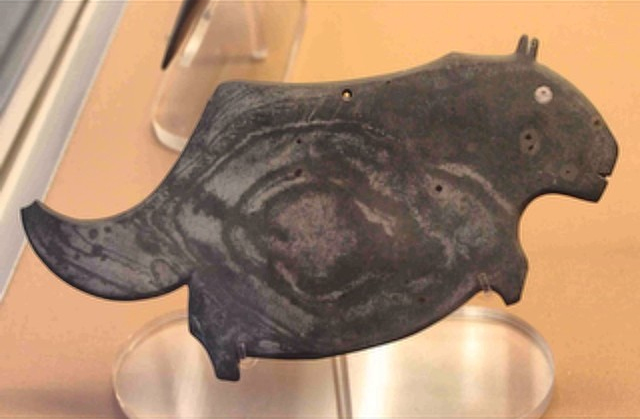
以河馬的形式泥岩調色板。 前王朝時期，奈加代一期文化。西元前 4000-3600 年。 EA 29416。（大英博物館）
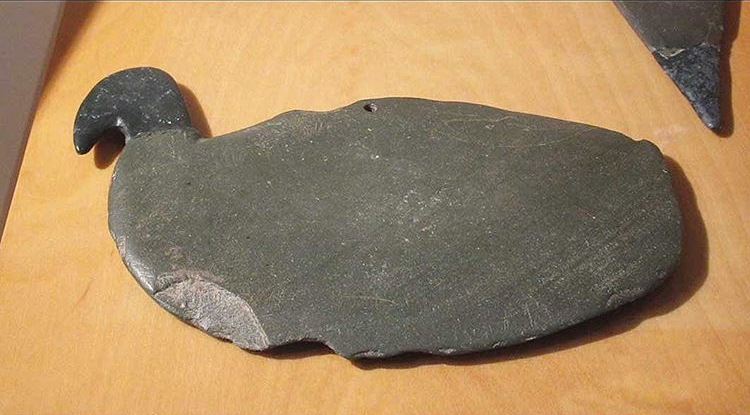
用於混合化妝品的奈加代一-二期文化調色板
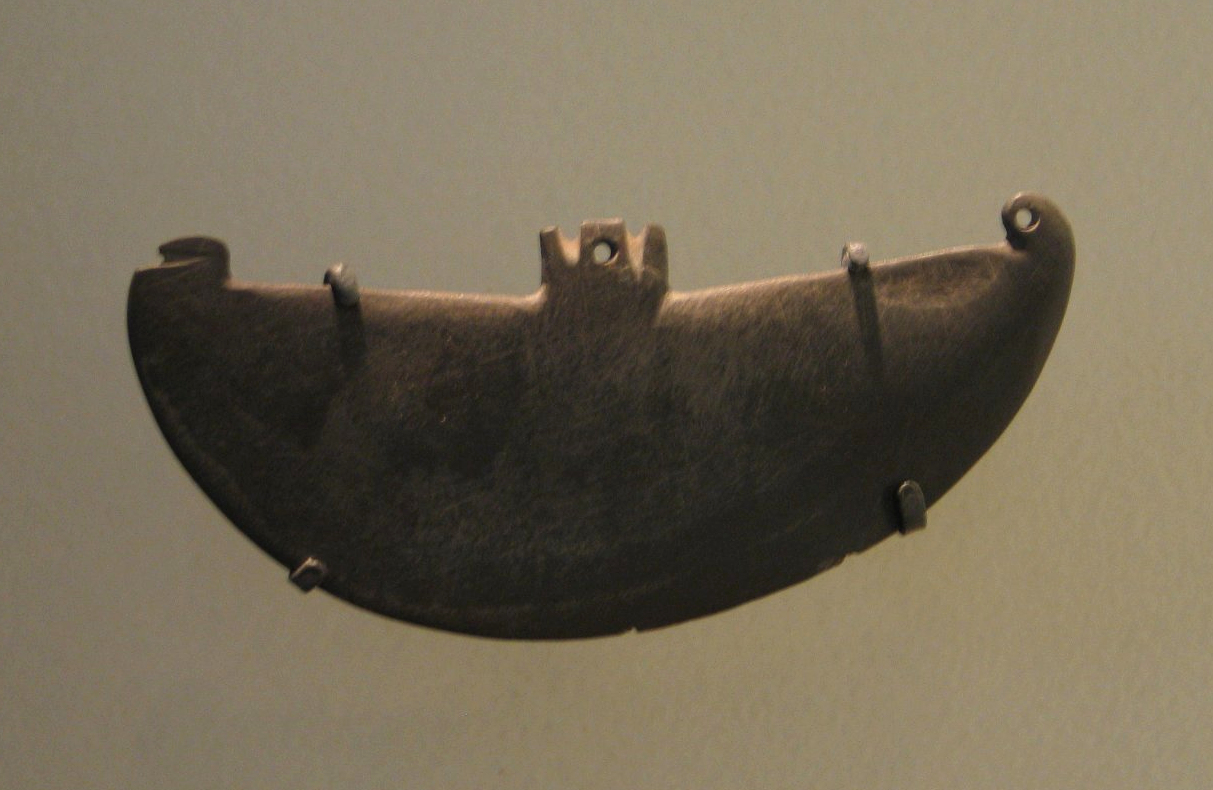
船形調色板，西元前 3700-3600 年，奈加代一期文化

### 鬍鬚小雕像

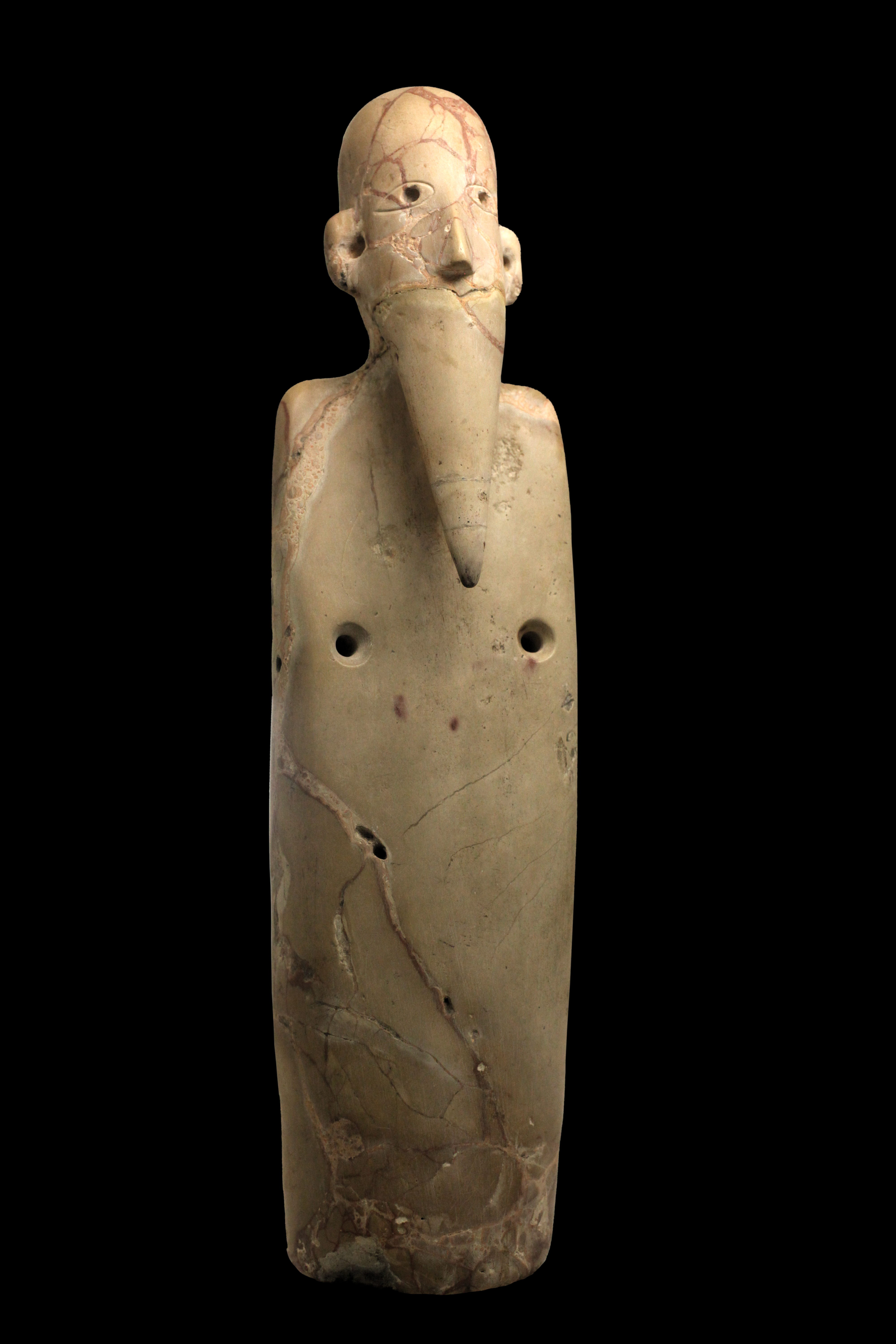
西元前3800-3500 年，來自上埃及的奈加代一期文化的鬍鬚男子雕像。 匯流博物館（法國里昂第二區）
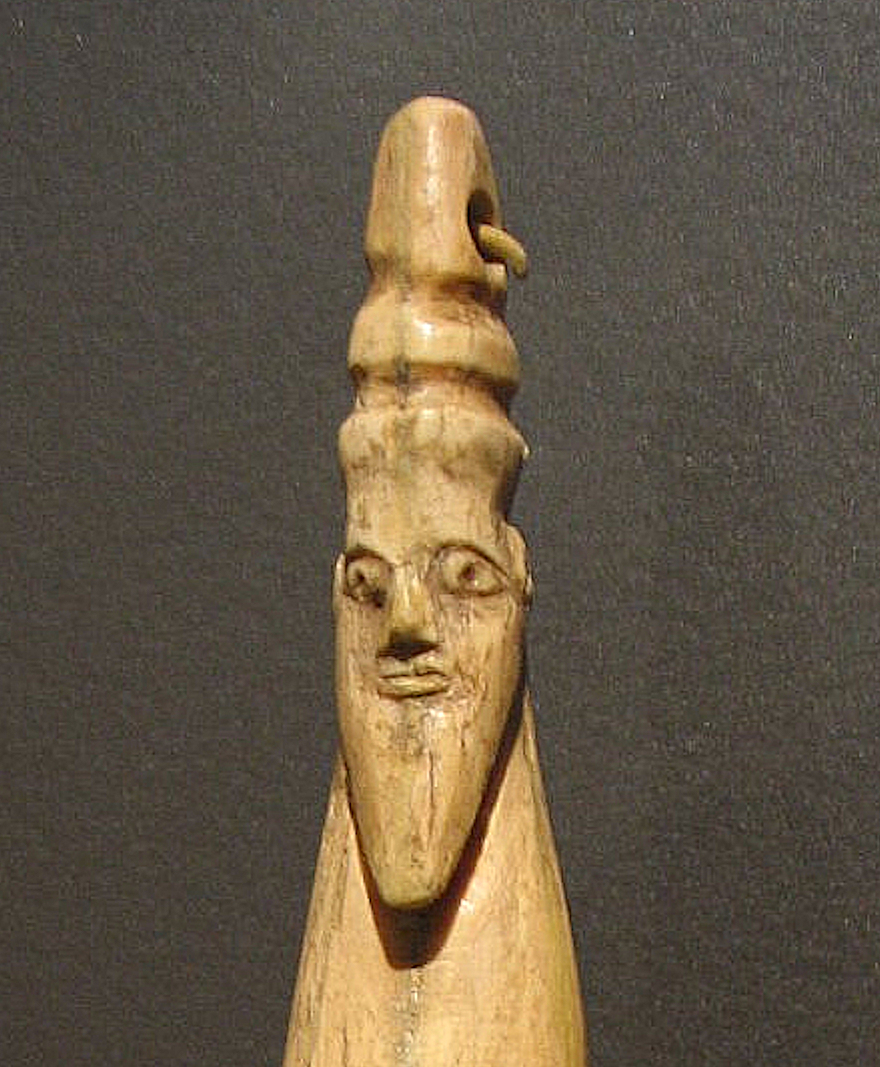
刻有鬍鬚男子頭部的河馬獠牙，頭戴圓環狀頭飾，奈加代一期文化晚期至奈加代二期文化早期，西元前3800-3400年。布魯克林博物館。
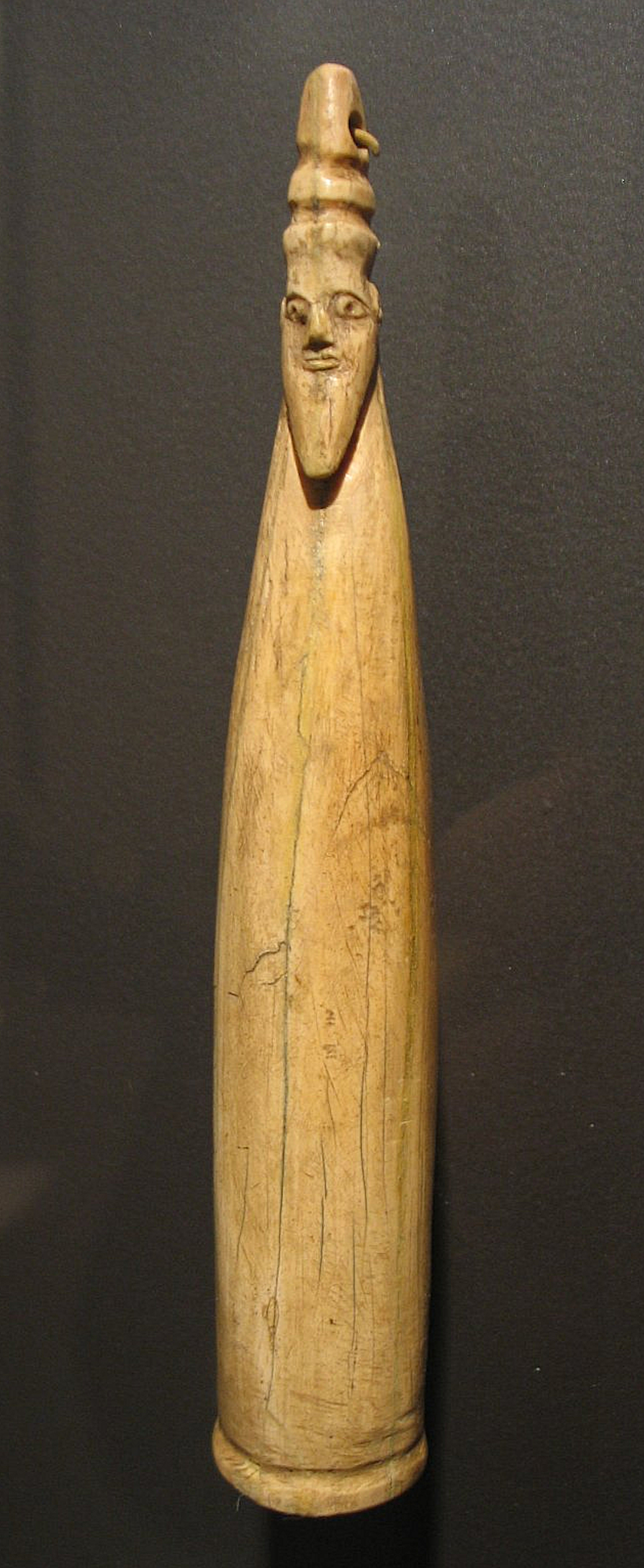
刻有頭部的河馬獠牙，西元前3800-3400年，奈加代一-二期文化
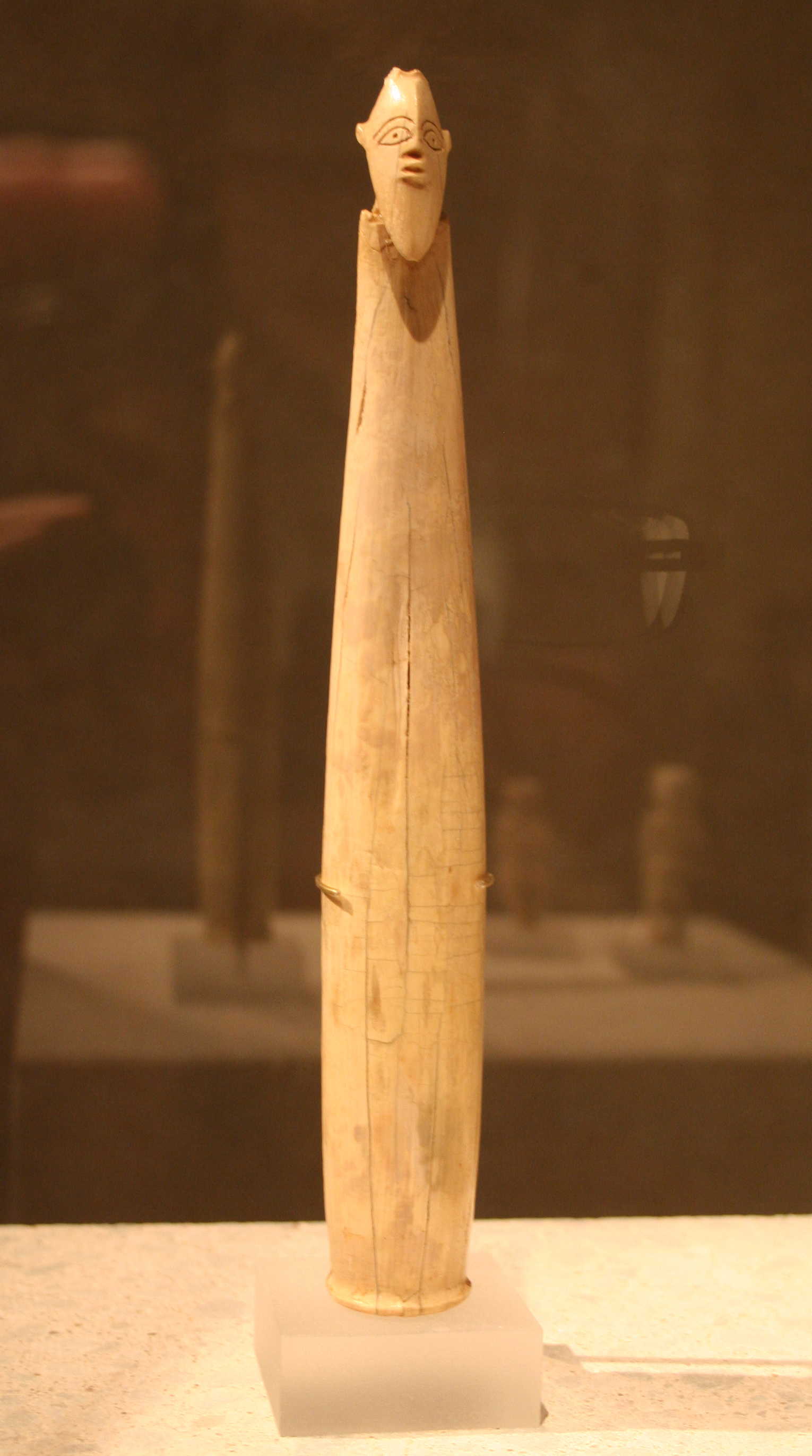
雕像，柏林Ägyptisches博物館

## 其他文物

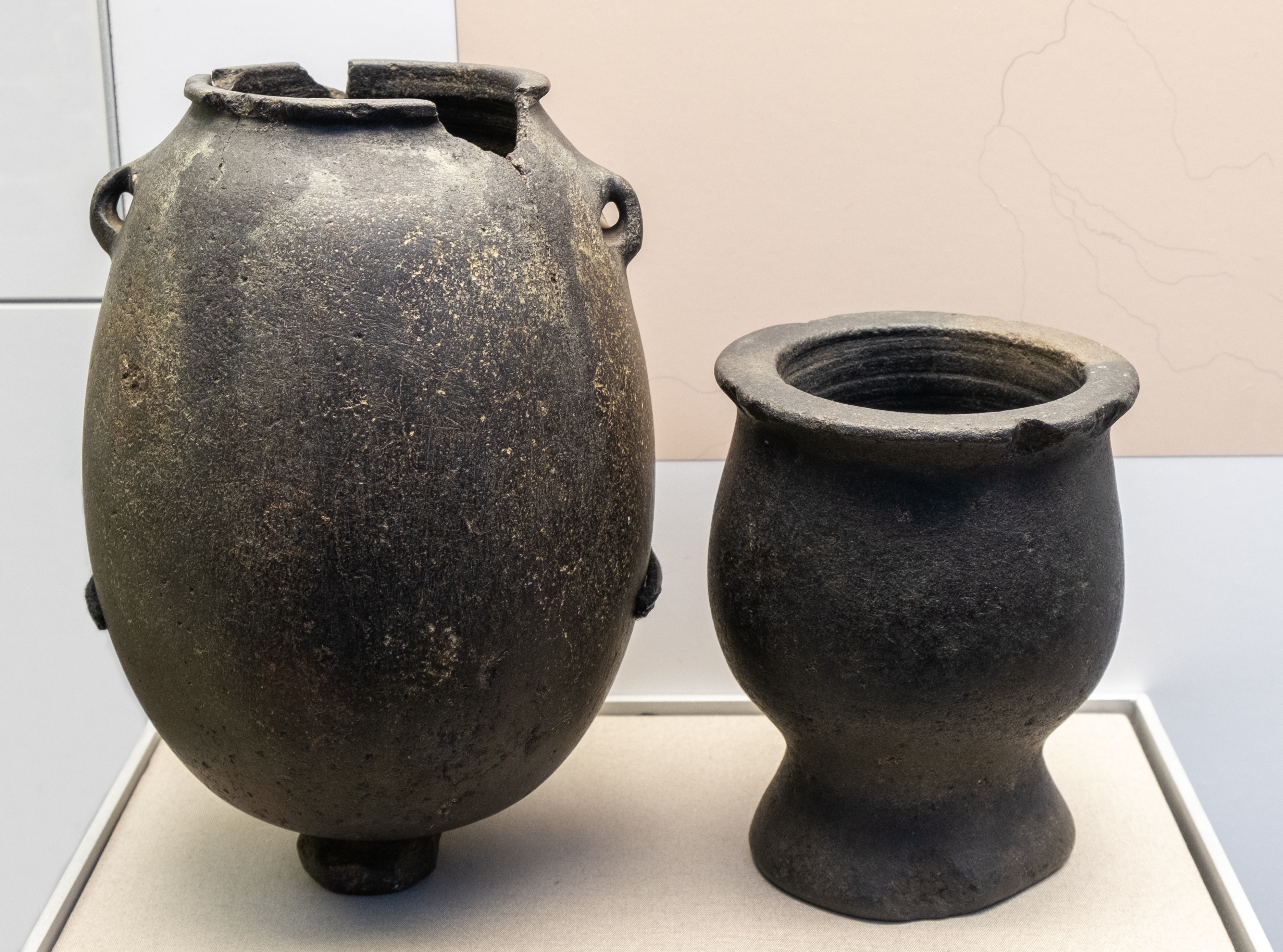
下埃及陶器形狀的玄武岩罐，出自馬底，奈加代一-二期文化，大英博物館 EA 34398，EA 26654
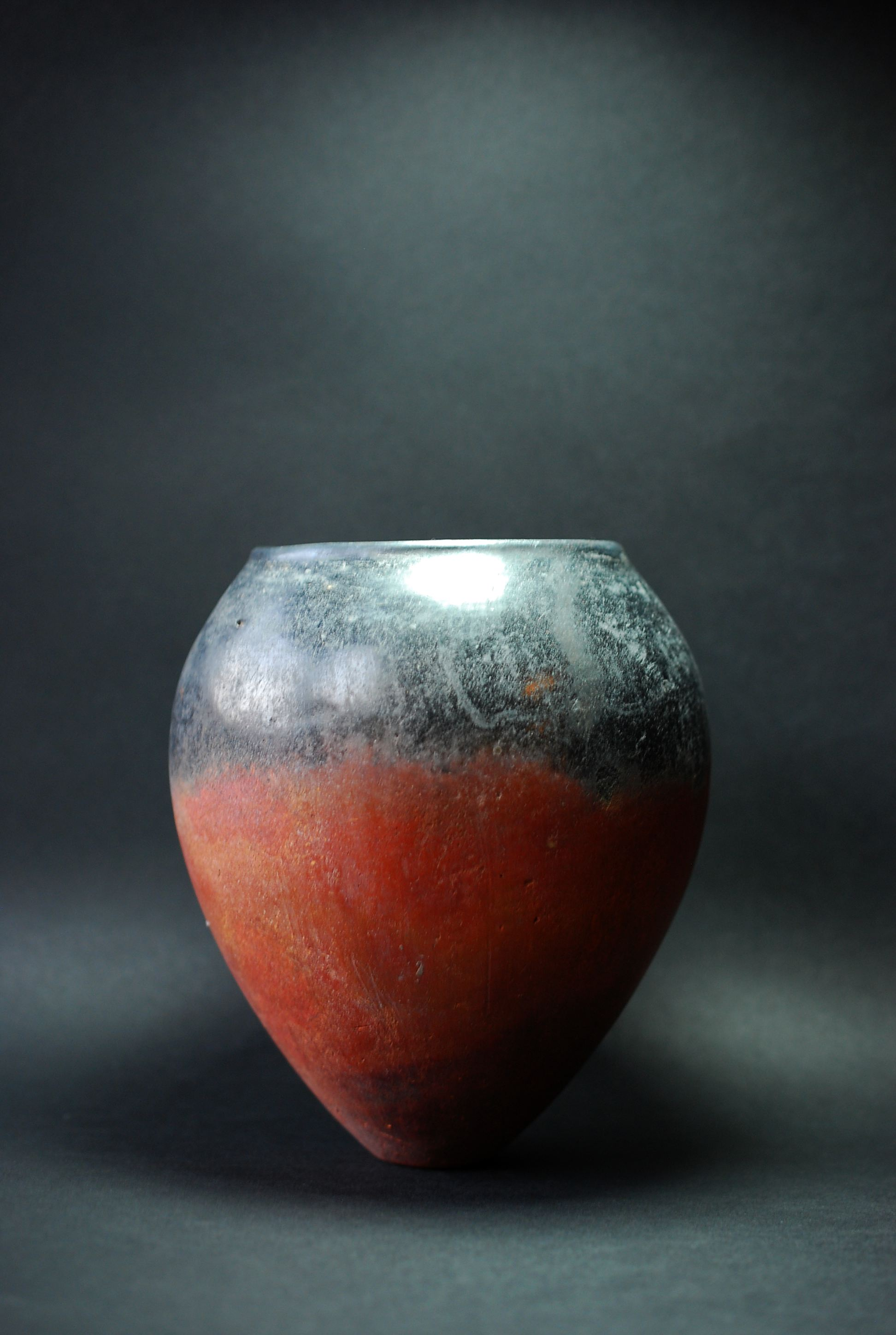
阿姆拉特的黑頂紅陶花瓶(約 3800-3500 BC).
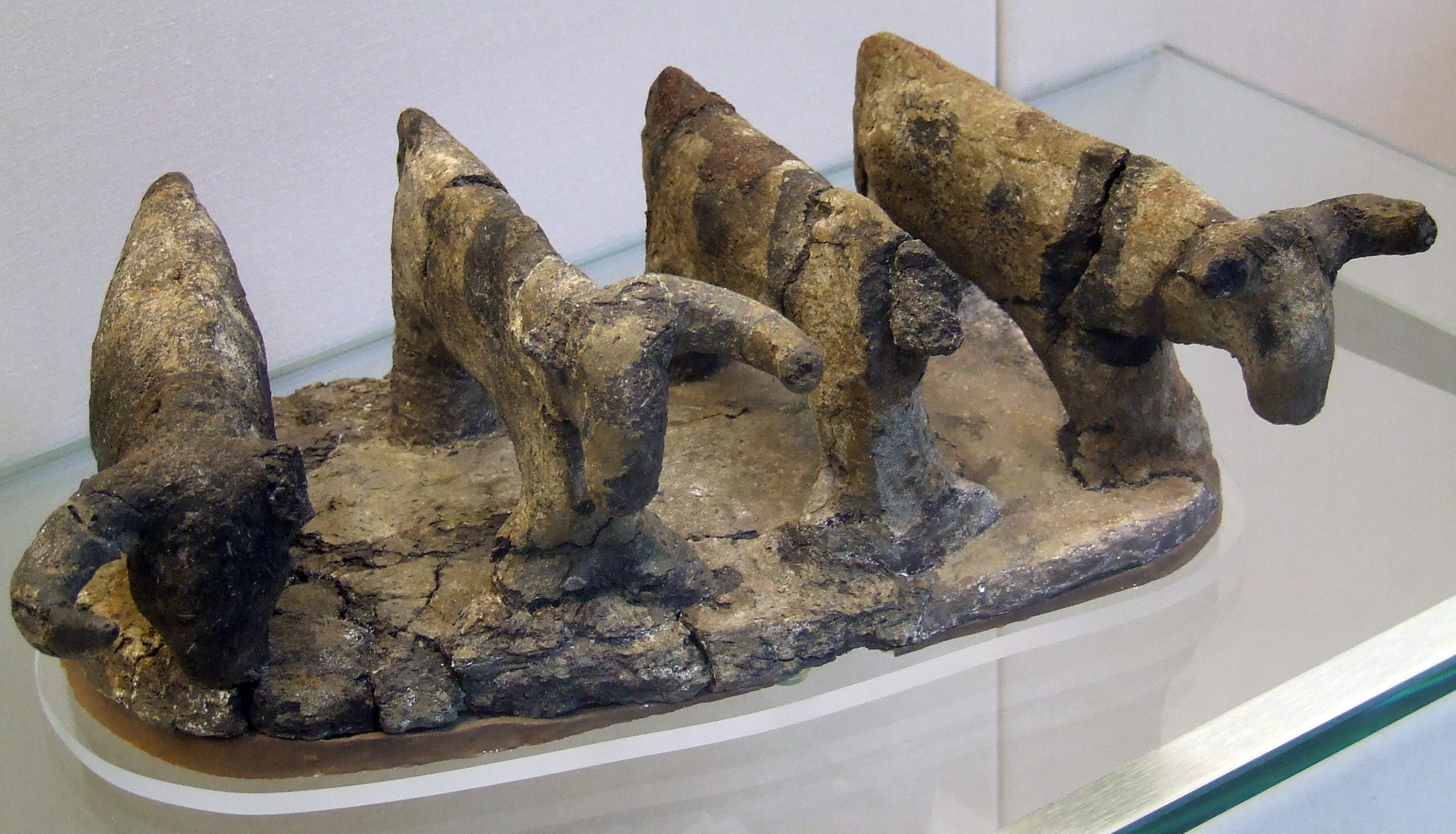
阿姆拉特發現的四頭黃牛黏土雕塑(約 3500 BC).

## 另見
- 1500年氣候週期
- 前王朝時期
  - 奈加代文化
    - 奈加代三期文化

## 資料來源
1. ↑  Shaw, Ian (编). . Oxford University Press. 2000: 479. ISBN 0-19-815034-2.
2. 1 2 3  Grimal, Nicolas. . Blackwell. 1992: 28. ISBN 0-631-17472-9.
3. 1 2  Gardiner, Alan. . Oxford: University Press. 1964: 390.
4. ↑  Newell, G.D. . ex.cathedra Press. 2012.
5. ↑  Redford, Donald B. . Princeton: University Press. 1992: 7. ISBN 0-691-03606-3.